# Paulsberg (Uedem)
Der Paulsberg bei Uedem im Kreis Kleve ist ein Hügel des Niederrheinischen Höhenzugs. Er befindet sich am sich von Kalkar über Uedem bis Goch erstreckenden Pfalzdorfer Höhenrand, der im Osten Höhen bis 60 m erreicht. Auf dem Paulsberg sind größere nordische Geschiebe zu finden. Zwischen Gochfortzberg und Paulsberg befinden sich Sander-Stauchmoränen.
Nach dem Zweiten Weltkrieg ließ die britische Besatzungsmacht 1955 auf dem Paulsberg eine Großraumradarstation bauen. Sie stand zunächst unter britischem und dann unter deutschem Kommando und wurde 1994 geschlossen. 
Von 2000 bis 2007 baute die NATO die Militäranlage mit seinem ehemaligen Luftverteidigungsbunker zum Führungszentrum für die Luftabwehr aus. 
In der Luftverteidigungs-Anlage Uedem sind das Air and Space Operations Centre, das Combined Air Operations Centre, das Nationale Lage- und Führungszentrum für Sicherheit im Luftraum, das Weltraumkommando der Bundeswehr und das Weltraumlagezentrum stationiert.